# Saltimbocca
Il saltimbocca (da saltare in bocca) è un piatto italiano di carne tipico della cucina romana (e presente anche nella cultura culinaria popolare nel sud della Svizzera, Spagna e Grecia).

## Descrizione
Il saltimbocca è preparato con carne di vitello, rivestita o condita con prosciutto crudo (alcune volte condita con speck), salvia, burro e farina, marinato nel vino bianco, olio o acqua salata a seconda della regione o il proprio gusto. Questo piatto è occasionalmente accompagnato anche da capperi.

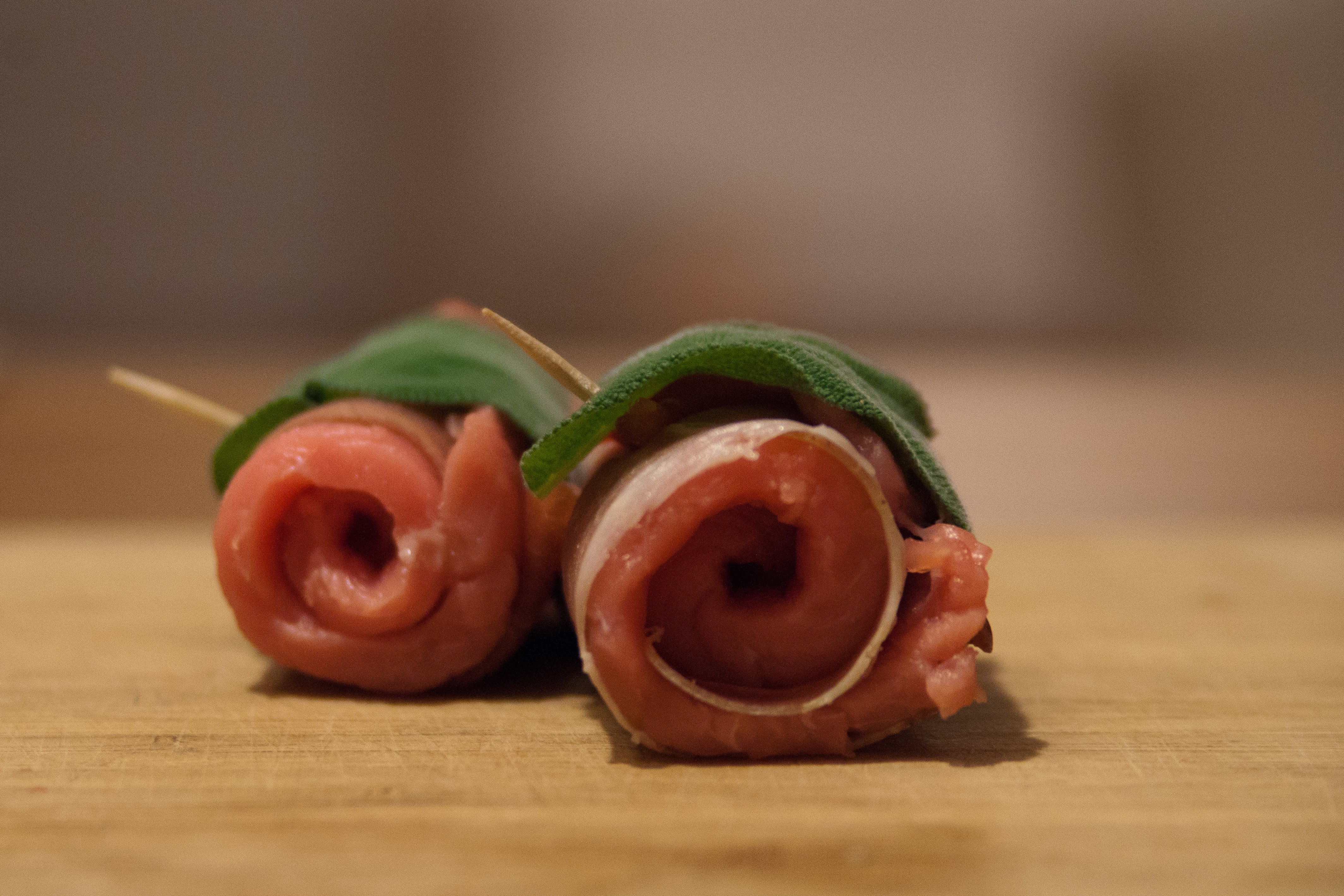
Saltimbocca crudi a involtino

Ne esiste una versione con cipolle, persino con carciofi nel ripieno, così come ne esiste una versione marchigiana, dove si utilizza il girello di manzo e, oltre al prosciutto crudo, si aggiunge una fetta di pancetta.

## Storia
I saltimbocca sono forse un piatto di origine bresciana, ma oggi è maggiormente famosa la specialità dei "saltimbocca alla romana", tipica della capitale italiana e fin dal tardo XIX secolo diffusasi anche in altre aree dell'Italia (raggiungendo anche zone estere), fino a diventare uno dei piatti tipici più noti della cucina italiana.